# Abdim-gólya
Az Abdim-gólya (Ciconia abdimii) a madarak (Aves) osztályának a gólyaalakúak (Ciconiiformes) rendjébe, ezen belül a gólyafélék (Ciconiidae) családjába tartozó faj.

## Rendszerezése
A fajt Martin Hinrich Carl Lichtenstein írta le 1823-ban. Korábban egyedüli fajként a Sphenorhynchus nembe sorolták Sphenorhynchus abdimii néven. A nevet Abdim Bey (1780–1827) Dongola (ma Szudán) egyiptomi kormányzója tiszteletére kapta.

## Előfordulása
Közép- és Dél-Afrikában és Szomáliában él. Októbertől márciusig nagy csapatokban, az Egyenlítőn keresztül, déli és keleti irányban vándorol Zambiáig és Dél-Afrika keleti részéig.
Egy kis költőpopulációja megtalálható ezenkívül Jemenben is. Költés után többnyire az Egyenlítőtől délre vonul, az év java részét Kelet- és Dél-Afrikában tölti.
Természetes élőhelyei a szubtrópusi vagy trópusi gyepek és szavannák, sziklás környezetben, mocsarak és tavak környékén.

## Megjelenése
Testhossza 81 centiméter, testtömege 1160–1570 gramm. Feje, háta és szárnya fémesen csillogó fekete. Hasa, hátának alsó része és fartöve fehér, pofája szürkéskék, részben kopasz. Erőteljes, zöld csőrének alapszíne gyakran vörös, lába és lábfeje sötét, az ízületek gyakran vörössel keretezettek. 
Első pillantásra hasonlít az Afrikában is előforduló fekete gólyára (Ciconia nigra), amely azonban nagyobb méretű és a nyaka is hosszabb.
|  |  |

## Életmódja
Majdnem mindig társaságban, gyakran nagy csoportokban él, a fehér gólyával (Ciconia ciconia) is közös csoportot alkot. Tápláléka főleg sáskákból és más, nagy méretű rovarokból áll. 
A sekély vízben kutat élelem után.

## Szaporodása
Fákon, sziklákon vagy háztetőn fészkel. A költési időszak többnyire március-májusban kezdődik, a fészekaljban 2–3 tojás van, a fiókák kb. 50–60 napig maradnak a fészekben.
|  |

## Természetvédelmi helyzete
Az elterjedési területe rendkívül nagy, egyedszáma ugyan csökken, de még nem éri el a kritikus szintet. A Természetvédelmi Világszövetség Vörös listáján nem fenyegetett fajként szerepel.
Európában az Európai Állatkertek és Akváriumok Szövetsége felügyelete alá tartozó Európai Veszélyeztetett Fajok Programja (EEP) keretében tenyésztik a faj egyedeit.